# Мамедов, Мамед Джебраилович
Мамед Джебраилович Мамедов (азерб. Məmmədov Məmməd Cəbrayıl oğlu; 1920 — 24 января 1945) — старший сержант, санитарный инструктор 1-й роты 1235-го стрелкового полка, Герой Советского Союза.

## Биография
Родился в 1920 году в селе Байдарлы (ныне — в Гахском районе Азербайджана) в крестьянской семье. Азербайджанец. Окончил 7-летнюю школу, в 1939 году — Нухинское педагогическое училище. Работал в селе Алмало учителем средней школы.
В Красной Армии с 10 октября 1940 года. С началом Великой Отечественной войны на фронте.
Санинструктор 1235-го стрелкового полка (373-я стрелковая дивизия, 52-я армия, 1-й Украинский фронт) кандидат в члены ВКП(б) старший сержант Мамед Мамедов при форсировании реки Одер в районе населённого пункта Раттвиц, расположенного в 5-и километрах юго-восточнее города Бреслау, 24 января 1945 года вынес с поля боя 16 раненых бойцов и командиров. Во время контратаки противника на захваченном плацдарме был окружён вместе с ранеными в доме.
Мужественный санинструктор погиб, защищая раненых. Похоронен в населённом пункте Раттвиц (ныне Ratowice, гмина Черница, Вроцлавский повят, Нижнесилезское воеводство, Польша).
Указом Президиума Верховного Совета СССР от 10 апреля 1945 года за образцовое выполнение боевых заданий командования на фронте борьбы с немецко-фашистскими захватчиками и проявленные при этом мужество и героизм старшему сержанту Мамедову Мамеду Джебраиловичу присвоено звание Героя Советского Союза (посмертно).

## Награды
- Медаль «Золотая Звезда»;
- орден Ленина.

## Память
Именем М. Д. Мамедова названы:
- улица в городе Гах;
- совхоз в Гахском районе Азербайджана.